# Мегабанк
Акционерное общество «Мегабанк» — украинский коммерческий банк, входящий в первую группу банков по классификации Национального банка Украины. Центральный офис находится в Харькове. Мегабанк действует на рынке банковских услуг с 1990 года. До 1995 года назывался «Добродій».
Мегабанк — первый на Украине банк, который начал внедрять Национальную систему массовых электронных платежей. Через систему Мегабанка коммунальные услуги оплачивают более 2 млн украинцев (12% всех плательщиков Украины), которые могут оплатить услуги по единой квитанции. Заёмщиками у банка являются завод «Электромашина» и КП «Жилкомсервис» Харькова.

## Собственники и руководство
Акционерами банка являются:
- Субботин В. Г. — прямое и опосредованное участие 60,74% уставного капитала;
- Европейский банк реконструкции и развития — 11,29% уставного капитала;
- KfW — 11,29% уставного капитала;
- Международная финансовая корпорация — 4,53% уставного капитала.

Ещё 2,33% уставного капитала банка принадлежит более чем 225 юридическим и физическим лицам — резидентам и нерезидентам.

## Показатели деятельности банка
По национальным стандартам Украины на 01.02.2022:
- Активы банка — 10 145 млн. грн.
- Капитал банка — 1 369 млн. грн.
- Прибыль текущего года — 118 630 тыс. грн.
- Кредитно-инвестиционный портфель — 8 159 млн. грн.
- Клиенты банка — 733 308
- Региональная сеть банка — 154 отделения в 18 регионах Украины.

## Членство банка в ассоциациях
Банк принимает участие в работе таких учреждений:
- Ассоциация «Украинский кредитно-банковский союз» (УКБС);
- Харьковский банковский союз;
- Ассоциация «Независимая ассоциация банков Украины»;
- Европейская бизнес-ассоциация;
- Ассоциация «Global Alliance for Banking on Values»;
- ПАО «Украинская биржа»;
- ЧАО "Фондовая биржа «ПФТС»;
- Ассоциация «Украинские фондовые торговцы»;
- Фонд гарантирования вкладов физических лиц;
- Украинская межбанковская валютная биржа (УМВБ);
- Ассоциация «Украинский Союз Участников Платежного Рынка»;
- Системы «MasterCard International» и «VISA International»;
- Национальная платежная система «Український платіжний простір»;
- Международные системы денежных переводов «MoneyGram», «Western Union», «Welsend», «INTELEXPRESS», «ГЛОБУС» и «AVERS №1»;
- Ассоциация «УкрСВИФТ»;
- Профессиональная ассоциация участников рынков капитала и деривативов;
- Украинская межбанковская ассоциация членов платежных систем «ЕМА».

## Награды
В сентябре 2010 года банк стал победителем в конкурсе «НСМЭП — 10 шагов к успеху» в номинации «Значительный вклад в развитие интернет-эквайринга НСМЭП», организованным НБУ и журналом «Банкиръ».